# Obiekt Hoaga
Obiekt Hoaga – galaktyka pierścieniowa znajdująca się w głowie konstelacji Węża na granicy z Wolarzem. Została odkryta w 1950 roku przez Arthura Hoaga. Galaktyka ta jest odległa o około 600 milionów lat świetlnych od Ziemi, a jej średnica wynosi około 121 tys. lat świetlnych. 
Obiekt Hoaga jest jedną z najbardziej wyjątkowych galaktyk. Na zewnątrz galaktyki znajduje się wyraźnie oddzielony pierścień, którego wewnętrzna i zewnętrzna średnica wynoszą odpowiednio 75 i 121 tysięcy lat świetlnych, zdominowany przez jasne, niebieskie gwiazdy. W centrum obiektu znajduje się okrągłe, świecące na żółto (dzięki starym gwiazdom) jądro o średnicy 17 tysięcy lat świetlnych. Pomiędzy tymi elementami znajduje się przerwa, która wydaje się być całkowicie przezroczysta. W przerwie tej widoczna jest inna galaktyka pierścieniowa znajdująca się w górę od centrum, daleko za obiektem. Nie oznacza to jednak, że przerwa ta jest pusta, może ona zawierać dużą liczbę słabych gwiazd.
Pierścieniowa struktura Obiektu Hoaga sugeruje jego podobieństwo do Galaktyki Koło Wozu, jednak w pobliżu nie znajdują się żadne galaktyki, które mogłyby być odpowiedzialne za kolizję. Przyczyna powstania Obiektu Hoaga i innych odkrytych już podobnych obiektów nie jest znana. Według jednej z dwóch teorii galaktyki tego typu mogą należeć do nietypowej klasy galaktyk spiralnych, w których dwa ramiona spiralne przekształciły się w okrąg. Według drugiej teorii galaktyka tego typu byłaby dawną galaktyką eliptyczną, która wchłonęła inną galaktykę i wytworzyła pierścień materii gwiazdotwórczej.